# Chalcura bicoloriventris
Chalcura bicoloriventris är en stekelart som först beskrevs av Girault 1915.  Chalcura bicoloriventris ingår i släktet Chalcura och familjen Eucharitidae. Inga underarter finns listade i Catalogue of Life.